# 劉湛
劉湛（りゅう たん、太元17年（392年）- 元嘉17年10月3日（440年11月13日））は、東晋から南朝宋にかけての官僚。字は弘仁。小字は班虎。本貫は南陽郡安衆県。高祖父は劉喬。曾祖父は劉挺。祖父は劉耽。父は劉柳。

## 経歴
東晋の左光禄大夫・開府儀同三司の劉柳の子として生まれた。伯父の劉淡の後を嗣ぎ、安衆県五等男の爵位を継いだ。史伝を広く渉猟し、前代の古典を暗誦し、若くして宰相となる志を抱いて、自らを管仲や諸葛亮にたとえていた。文章を作らず、談議を喜ばなかった。荊州に主簿として召されたが、就任しなかった。著作佐郎に任じられたが、また受けなかった。劉裕の下で太尉行参軍となり、厚遇された。劉裕が鎮西将軍・荊州刺史を兼ねると、劉湛はその下で功曹となり、そのまま治中別駕従事史に任じられた。再び太尉参軍となり、劉義符の下で征虜西中郎主簿となった。父の劉柳が江州で亡くなると、州府から多くの物を送ってきたが、劉湛はひとつも受け取らず、当時に評判となった。父の服喪を終えると、秘書丞に任じられ、相国参軍として出向した。
元熙2年（420年）、劉裕の四男の劉義康が冠軍将軍・豫州刺史となり、寿陽に駐屯すると、劉湛はその下で長史・梁郡太守となった。劉義康は弱年で執政することができなかったため、冠軍府と豫州の軍事はすべて劉湛に委任された。同年（宋の永初元年）、劉義康が右将軍に進むと、劉湛も右軍府に転出した。永初3年（422年）、劉義康が南豫州刺史に転じると、劉湛も歴陽郡太守に転じた。汚職官吏を厳しく摘発して、南豫州の統治は粛然とした。廬陵王劉義真が車騎将軍・南豫州刺史として出向してくると、劉湛はその下で引き続き長史・歴陽郡太守をつとめた。劉裕が死去すると、劉義真は喪に服すこととなったが、隠れて魚肉や酒を嗜もうとしたため、劉湛は叱責した。
景平元年（423年）、入朝して尚書吏部郎に任じられ、右衛将軍の号を受けた。都督広交二州諸軍事・建威将軍・平越中郎将・広州刺史として出向した。嫡母が死去したため辞職し、喪に服した。喪が明けると、侍中となった。江夏王劉義恭が江陵に駐屯すると、劉湛はその下で使持節・南蛮校尉・領撫軍長史となり、荊州の事務を代行した。ときに王弘が文帝を輔弼しており、王華や王曇首が朝廷の中枢にあったが、劉湛はかれらに才能では劣らない自負を持っていたため、外任として出向するのを望まなかった。江陵に赴くと、王弘らに排斥されたと言って不平を漏らし、建康への帰還を求めたが容れられなかった。
元嘉4年（427年）に王華が死去し、元嘉7年（430年）に王曇首もまた死去した。領軍将軍の殷景仁は劉湛を召還するよう文帝に勧めた。元嘉8年（431年）、劉湛は建康に召還されて太子詹事となり、給事中・荊州大中正の位を加えられ、殷景仁と同等な任遇を受けた。元嘉9年（432年）、殷景仁が尚書僕射・護軍将軍に転じると、劉湛は代わって領軍将軍となった。劉湛は格下と見ていた殷景仁の前任を受けることに不満であった。元嘉12年（435年）、再び太子詹事を兼ねた。文帝が病床につき、劉義康が朝政を専断するようになると、劉湛は劉義康に協力して殷景仁を追い落とそうとした。殷景仁は病を養生すると称して私邸に引きこもった。劉湛は劉義康により丹陽尹に任じられ、金紫光禄大夫・散騎常侍の位を加えられた。
元嘉17年（440年）5月、生母が死去したため、劉湛は辞職して喪に服した。すでに文帝と劉義康のあいだの亀裂は明らかであり、劉湛は敗亡を予見した。10月、劉湛は捕らえられて獄中で殺害された。享年は49。

## 子女
- 劉黯（劉湛が汲黯を慕って名づけた。字は長孺、大将軍従事中郎、劉湛とともに殺害された）
- 劉琰（劉湛が崔琰を慕って名づけた。字は季圭、江陵で病没）
- 劉亮（劉湛とともに殺害された）
- 劉儼（劉湛とともに殺害された）

## 伝記資料
- 『宋書』巻69 列伝第29
- 『南史』巻35 列伝第25